# Ulica Budowlanych w Opolu
Ulica Budowlanych – ulica w Opolu, jedna z najważniejszych arterii komunikacyjnych w dzielnicy Zakrzów. Rozpoczyna się na rondzie z ulicą Nysy Łużyckiej. Następnie biegnie na północ, aż do skrzyżowania z nienazwaną drogą gruntową, gdzie przechodzi w ulicę Jana III Sobieskiego. Znajduje się przy niej Komenda Wojewódzka Państwowej Straży Pożarnej, market OBI, hipermarket Kaufland, a także Cementownia "Odra". Jest częścią trasy wojewódzkiej 454